# Логор Собибор
Собибор је током Другог светског рата био један од немачких концентрационих логора смрти који је формиран у склопу Операције Рајнхард. Собибор је такође и име села које се налазило у близини логора, а које се данас налази у Лублинском војводству у Пољској. У њему су вршене масовне егзекуције Јевреја, совјетских ратних заробљеника, Рома и Синта који су ликвидирани у гасним коморама које су пуњене издувним гасовима из бензинског мотора. Један извор наводи да је до 200.000 људи убијено у Собибору. Томас Блат тврди да је У судском поступку у Хагену против бивших нациста из Собибора, професор Волфганг Шефлер, који је служио као експерт, проценио укупну бројку убијених Јевреја на најмање 250.000.

## Логор
Гасне коморе у Собибору почеле су са радом у мају 1942. године. Јевреји су довожени железничким композицијама у логор где им је речено да се ради о транзитном логору, а затим би били приморани да се свуку и да предају све своје личне ствари. Потом су одвођени у цев која је водила право до гасне коморе где су усмрћивани угљен моноксидом из издувних гасова тенковских мотора.
СС-обершарфирер Курт Болендер је током суђења овако описао рад гасне коморе:
Пре него што би се Јевреји скинули, СС-обершарфирер Херман Михаел би им одржао говор. Током говора често је носио бели мантил како би заварао људе да помисле да пред њима стоји лекар. Михаел би рекао Јеврејима да ће бити послати на рад. Али да пре тога морају да се окупају и да прођу дезинфекцију да би се спречила могућа епидемија заразних болести. Након што би се скинули Јевреје би један СС-овац водио кроз цев док би иза њих ишла група од 5-6 Украјинаца који су их пожуривали. Након што би Јевреји ушли у гасну комору, Украјинци би затворили врата за њима. Мотор би најчешће палили Украјинац Емил Костенко и немачки возач Ерих Бауер. Након што би жртве биле угушене, комора је отварана, а група јеврејских радника износила је лешеве напоље.
Највећи број жртава чинили су Јевреји, углавном из Пољске (највише из Лублина и источне Галиције) (145.000-150.000), из Чешке републике и Словачке (31.000), Немачке и Аустрије (10.000), Француске (4.000) и Холандије (34.313).

## Побуна
Собибор је био место једне од три успешне побуне јеврејских логораша у немачким концентрационим логорима; друге успешне побуне одиграле су се у Треблинки и Аушвицу којом приликом су побуњеници дигли у ваздух један од крематоријума. Дана 14. октобра 1943. године организована група логораша успела је да тајно ликвидира 11 СС чувара и више Украјинаца. Иако је њихов план био да побију целокупну стражу логора и из њега изађу кроз главну капију, њихова акција је убрзо откривена због чега су били принуђени да крену у масовно бекство под снажном немачком ватром. Око половина од 600 логораша је успела да побегне. Већина њих је у наредних неколико дана ухваћена и стрељана, или је страдала у минским пољима. Око 50 до 70 логораша је дочекало крај рата. Нацисти су затворили и раставили камп, а на његовом месту су посадили шуму како би сакрили било какве трагове његовог постојања.
Овај догађај драматизован је 1987. године у ТВ филму „Бекство из Собибора“ који је режирао Џек Голд (Jack Gold), а који је базиран на књизи писца Рихарда Рашкеа (Richard Rashke).
О овом догађају снимљен је и награђивани документарни филм чији је аутору Клод Ланцман (Claude Lanzmann) филм назвао „Собибор, 14. октобар 1943. године, 16 часова“ (енглески назив Sobibor, Oct. 14, 1943, 4 p.m.)
На месту где се некада налазио концентрациони логор Собибор подигнут је меморијални музеј.
Последњи преживели логораш и учесник бекства из логора умро је у јануару 2018. године.